# Chaitaphis
Chaitaphis är ett släkte av insekter. Chaitaphis ingår i familjen långrörsbladlöss.
Kladogram enligt Catalogue of Life:
| Chaitaphis | \| \| Chaitaphis safavii \| \| \| \| \| \| Chaitaphis tenuicauda \| \| \| \| |
|            | \| \| Chaitaphis safavii \| \| \| \| \| \| Chaitaphis tenuicauda \| \| \| \| |
|            | Chaitaphis safavii                                                           |
|            |                                                                              |
|            | Chaitaphis tenuicauda                                                        |
|            |                                                                              |